# Lluís Bohigas Santasusagna
Lluís Bohigas Santasusagna (Manresa, 1950) és doctor en ciències econòmiques i empresarials, jugador i directiu d'escacs.
Doctor en ciències econòmiques i empresarials per la Universitat de Barcelona i reconegut professional de l'àmbit de la salut, es va iniciar en els escacs a l'Escacs Catalònia Club de Manresa. Va presidir la Federació Catalana d'Escacs del 1987 al 1991 i durant la seva etapa com a president va organitzar al Saló del Tinell de Barcelona del 29 de març al 21 d'abril de 1989 un torneig internacional que formava part de la Copa del Món de la GMA (Associació de Grans Mestres) en el qual van intervenir disset jugadors, tretze dels quals tenien 2.600 punts d'Elo o més, entre ells d'aleshores campió del món Garri Kaspàrov, Borís Spasski i Víktor Kortxnoi.